# 蔣簡
蔣簡，字恒謙，浙江台州府臨海縣人，明朝政治人物、進士出身。

## 生平
曾祖蔣春，祖父蔣安善，父親蔣砮。浙江鄉試第二十名中舉。建文二年，會試第三十五名，殿試登庚辰科進士二甲第二十一名，授兵科給事中，歷任都給事中。